# نصار الظاهري (لاعب كرة قدم)
نصار الظاهري لاعب كرة قدم سابق في نادي الأهلي والوحدة، ومدرب كرة قدم للفئات السنية في نادي أستراليا ناشونال، وحكم درجة ثانية في الدوري الأسترالي ومدير مركز السلامة العربي للتدريب بجدة.
بدء تمثيل النادي الأهلي في مطلع تسعينات القرن الماضي، وكان يلعب في خانة الظهير الأيمن، تدرج في الفئات السنية في النادي الي الفريق الأول ولعب لمدة 11 موسم مع الفريق ثم انتقل الي نادي الوحدة لمده موسمين ثم اعتزل اللعب واتجه للتدريب والإدارة.
وهو الآن رئيس مجلس إدارة الجمعية الخيرية لرعاية الرياضيين بمنطقة مكه المكرمة.